# Yasunari Kawabata
Yasunari Kawabata  (川端康成), född 11 juni 1899 i Osaka, Japan, död 16 april 1972 i Zushi  (självmord), var en japansk författare av noveller och romaner. Yasunari Kawabata tilldelades Nobelpriset i litteratur 1968.

## Biografi

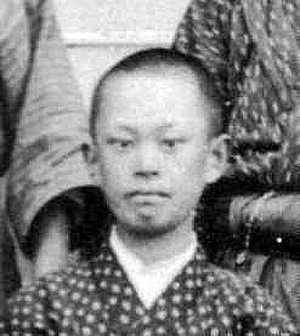
Yasunari Kawabata 13 år gammal, 1912.

Yasunari Kawabata föddes 1899 som son till en kultiverad läkare. Han förlorade tidigt både föräldrar, sin syster och farföräldrar, och flyttade då från staden till landsbygden och bodde hos sin morfar. När Kawabata var sexton år avled även morfadern. Han studerade engelska och japansk litteratur i Tokyo 1920-1924.

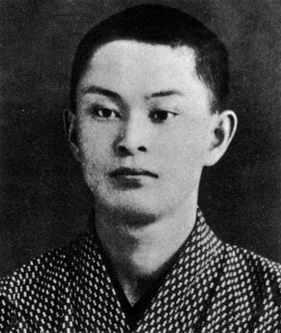
Yasunari Kawabata 18 år gammal, 1917.

Efter studierna ägnade sig Kawabata åt författarskap och journalistik. Han debuterade på 1920-talet som novellförfattare, då han tillsammans med andra författare i den nysensualistiska skolan (shin-kankakuha) sökte förnya den, som de menade, stagnerade japanska skönlitteraturen. Genombrottet blev novellen "Den lilla danserskan från Izu" (伊豆の踊子) (utgiven 1926). 
1948 kom romanen Snöns rike (雪国) ut. Den romanen befäste Kawabatas position som ledande kvinnoskildrare. I fjorton år slipade han på den boken. Senare verk är bland annat romanerna Tusen tranor (千羽鶴), om teceremonin, och Kyoto (古都), som utspelas i Kyoto, och handlar om en föräldralös kvinna. Mellan åren 1948 och 1965 var han ordförande för den japanska PEN-klubben. Han rönte snart uppmärksamhet utomlands, och tilldelades Goethemedajen i Frankfurt 1959.

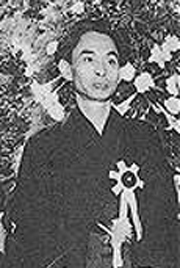
Yasunari Kawabata 1951.

1968 fick han Nobels litteraturpris för, som man uttryckte det, "hans berättarkonst, som med fin känsla uttrycker japanskt väsen i dess egenart".
Kawabata var vän med författaren Yukio Mishima och chockades när Mishima begick seppuku 1970. 1972 avled Kawabata i vad som antas ha varit självmord genom gasning.

## Utmärkelser
Asteroiden 6832 Kawabata är uppkallad efter honom.

## Författarskap

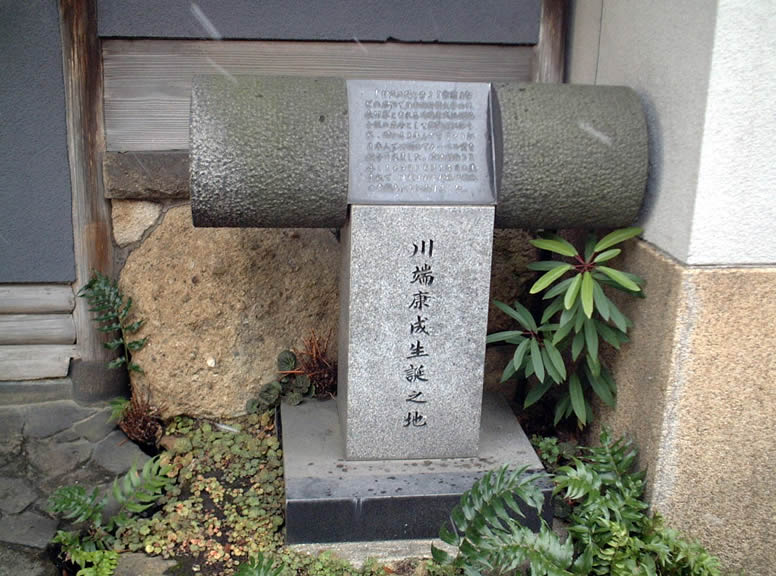
Minnesmärke till Kawabata i Osaka

Yasunari Kawabatas estetik brukar härledas både till den traditionella japanska och till den västerländska, ett möte han också behandlar tematiskt, men för hans samtid i västerlandet uppskattades han för orientalismen och den koncentrerade framställningen. Mot mötet mellan kulturerna ställer han en parallell av den äldre traditionalismen och den moderna civilisationen. 
Berättartekniken kännetecknas av minimalism - Kawabata är en av den stilens första företrädare - och ett avskalat symbolspråk som bär prägling av mystik. Sorgen är ett ledmotiv i författarskapet, i synnerhet gestaltat som förluster genom död och svårigheter att nå mänsklig kontakt, symboliserat med olika sensoriska tillkortakommanden.